# شیر کوهی فلوریدا
شیر کوهی فلوریدا (نام علمی: Puma concolor coryi) نام یک جمعیت در معرض خطر از شیر کوهی است که در جنگل‌ها و باتلاق‌های فلوریدای جنوبی در ایالات متحده زندگی می‌کند.